# Craig Reynolds (informático)
Craig Reynolds es un experto en gráficos por computadora y vida artificial. Es conocido por la creación del programa Boids (1986), un simulador del comportamiento de una bandada de pájaros.
Reynolds trabajó en la película Tron (1982) como programador de escena, y en Batman Returns (1992) como parte del equipo de imagen de video.